# Štrba
Štrba (in ungherese Csorba, in tedesco Hochwald o Schirm, in polacco Szczerba) è un comune della Slovacchia facente parte del distretto di Poprad, nella regione di Prešov.
Il villaggio fu menzionato per la prima volta nel 1280.